# Colditz (spel)

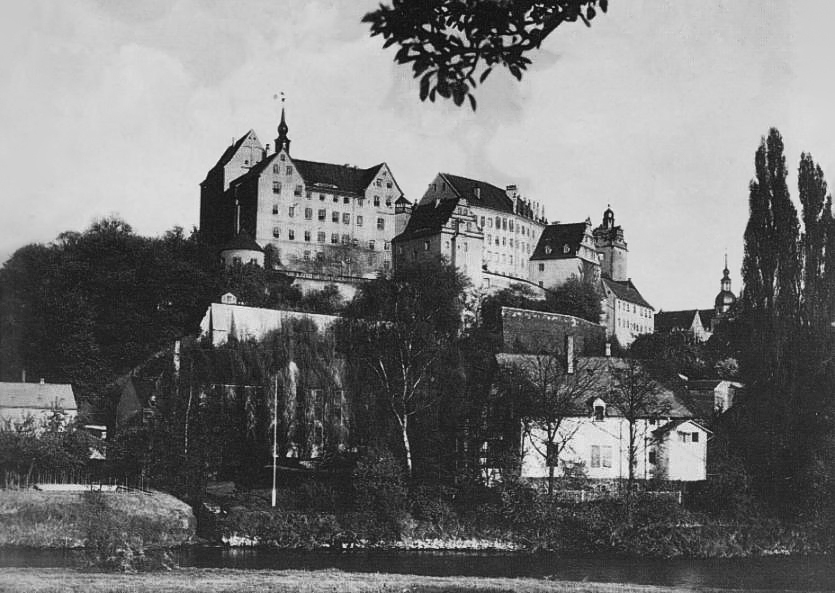
Het echte kasteel Colditz

Colditz of Escape From Colditz is een gezelschapsspel, gebaseerd op historische feiten in de stad Colditz, waar een van de strengst bewaakte nazigevangenissen was, maar waar toch velen uit konden ontsnappen.

## Spelmateriaal
Een grote doos, waarin alles de sfeer van een krijgsgevangenenkamp probeert op te roepen. De spelregels zitten in een pamflet dat oproept niet te ontsnappen. De pionnen en kaartjes zitten in een Rode Kruis-pakket. Tevens is een boekje toegevoegd met geschiedenis en foto's van Colditz. Het eigenlijke spelmateriaal bestaat uit een groot spelbord waarop een plattegrond van het kasteel is te zien. Er zijn zestien pionnen voor de Duitse bewaker en verder zijn er acht pionnen voor elk van de vijf gevangengroepen. Er zijn in totaal 96 speelkaarten, verdeeld over burgerbenodigdheden, ontsnappingsuitrusting, kanskaarten voor de gevangenen, kanskaarten voor de bewaker en alles-of-niets kaarten. Een legenda-kaart en twee dobbelstenen zijn ook toegevoegd.

## Het doel
De bewaker (een van de spelers) moet proberen te verhinderen dat de andere spelers hun doel bereiken. De overige spelers spelen de groepen gevangenen en deze proberen een van tevoren vastgesteld aantal gevangenen te laten ontsnappen in een bepaalde tijdslimiet. Daartoe moeten burgerbenodigdheden worden verzameld (om ook na de ontsnapping te kunnen overleven) en ontsnappingsuitrustingen om de daadwerkelijke ontsnapping uit te voeren. De gevangenen zullen tot op zekere hoogte moeten samenwerken, maar uiteraard is er de onderlinge rivaliteit wie er als eerste zijn doel bereikt. Hoewel het spelen als gevangene het leukste is, kan het opbouwen van een reputatie als bewaker ook erg leuk zijn. Hoe langer je een ongeslagen status in stand weet te houden, hoe spannender de volgende partijen worden.

## De middelen
Als een speler aan de beurt is, gooit hij twee dobbelstenen. Het aantal punten van deze worp mag hij over al zijn pionnen verdelen. De pionnen mogen langs alle vrije openingen wandelen, maar niet door andere pionnen heen. Tip: Je kunt de regel toevoegen dat je wel een andere pion mag passeren mits daar door de eigenaar toestemming voor wordt gegeven. De Duitse bewaker heeft tevens de mogelijkheid een pion uit een van de barakken naar een zwarte stip te laten 'springen' voor 1 punt van de dobbelsteen.

## Uitrusting
Op het bord zijn verschillende kamers aangegeven. In de kamers staat een voorwerp afgebeeld. Elk voorwerp komt in twee kamers voor. Zodra een speler twee gevangenen in een kamer heeft met hetzelfde voorwerp, dan krijgt hij dit voorwerp in zijn bezit. Voor de burgerbenodigdheden moet zelfs tegelijkertijd in 4 kamers worden gestaan. Zodra de gevangenen deze kaart hebben ontvangen, moeten ze direct worden teruggezet op de appelplaats. Eventueel kan de regel toegevoegd worden dat dit pas gebeurt aan het begin van de volgende beurt. Dit geeft de bewaker meer kans om in te grijpen.

## Ontsnappen
Op diverse plaatsen bestaat een mogelijkheid te ontsnappen. Op die plaatsen zijn meestal bepaalde voorwerpen nodig. Zodra een gevangene zo'n plaats wil passeren, moet hij het desbetreffende voorwerp inleveren. Tip: Je kunt de regel toevoegen dat het voorwerp daar op de plaats blijft, zodat meerdere gevangenen daarvan gebruik kunnen maken, totdat de bewaker het voorwerp verwijdert (bijvoorbeeld de deur weer afsluit of het opengeknipte hek dichtmaakt). Dit kan worden gemarkeerd door een fiche. Bijvoorbeeld een sleutel, een touw (of zelfs twee touwen), een paspoort, een draadschaar... Heb je zo'n voorwerp niet, dan kun je er geen gebruik van maken, tenzij je het nog snel met een andere gevangene kunt ruilen. Zodra een gevangene een eindzone bereikt is de ontsnapping geslaagd, mits de gevangene in het bezit is van burgerbenodigdheden!

## Specials
Bij een worp van 3, 7 of 11 mag ook een kanskaart worden getrokken. Per speler mogen er maximaal drie kaarten in bezit worden gehouden. Deze kaarten bieden de gevangenen (of de bewaker) vele nieuwe mogelijkheden. Deze kaarten mogen ook worden geruild of weggegeven. Op het bord zijn verder speciale hokjes te vinden, waar gevangenen veilig zijn, of bijvoorbeeld zoeklichten, waarin gevangenen niet stil mogen blijven staan.

## Bewakers
De bewaker heeft het recht een gevangene op te pakken als deze in het bezit is van een ontsnappingsuitrusting of zich buiten de binnenplaats bevindt. Als de gevangene wordt opgepakt, dan wordt hij in een isoleercel geplaatst. Bij het dubbelgooien van de dobbelstenen, mag een van de gevangenen weer uit de isolatiecel. Tip: Je kunt de regel toevoegen dat deze gevangene meteen naar de appelplaats mag, om speciale bewakerstactieken uit te sluiten. Als de gevangene gepakt werd in een kamer, dan moet hij een uitrustingsstuk inleveren en als hij gepakt werd buiten de binnenplaats is hij zelfs al zijn uitrustingsstukken kwijt. De arresterende bewaker moet zich wel weer melden in de barakken. Gevangenen kunnen zich ook expres laten arresteren door tegen een bewaker op te lopen. Dit kan handig zijn om de bewaker tijdelijk weg te lokken. Het is mogelijk een regel toe te voegen om de appelplaats een veilig gebied te maken voor de gevangenen. De bewaker kan ook besluiten om niet met de dobbelstenen te gooien, maar groot alarm te slaan. Hij mag dan alle bewakers uit de barakken direct op zwarte stippen zetten.

## Einde
Het spel is ten einde als een van de gevangenen in de opdracht slaagt of als de tijd voorbij is. Aan het begin van het spel krijgt elke gevangene een alles-of-niets kaart. Daarop staat een aantal worpen vermeld, maar de kaart mag pas bekeken worden als deze daadwerkelijk wordt gebruikt. De gevangene krijgt nu het aangegeven aantal worpen om vanaf de appelplaats met gebruikmaking van alle middelen te proberen te ontsnappen. Als dit mislukt, heeft het complete team gefaald en is uit het spel.